# Schweizer Eishockeymeisterschaft 1931/32
Die Saison 1931/32 war die 22. reguläre Austragung der Schweizer Eishockeymeisterschaft. Meister wurde der HC Davos.

## Hauptrunde

### Serie Ost

#### Gruppe 1
Der HC Davos qualifizierte sich ohne Gegner für das Final der Serie Ost.

#### Gruppe 2
| Pl. | Team                    | Sp. | S | U | N | Pkt. |
| --- | ----------------------- | --- | - | - | - | ---- |
| 1.  | Zürcher SC              | 2   | 2 | 0 | 0 | 4    |
| 2.  | Grasshopper-Club Zürich | 2   | 1 | 0 | 1 | 2    |
| 3.  | Akademischer EHC Zürich | 2   | 0 | 0 | 2 | 0    |

#### Final Ost
- Zürcher SC – HC Davos 2:4 n. V.

### Serie West

#### Final West
- HC Château-d’Oex – Lausanne HC 2:0

## Meisterschaftsfinal
- HC Davos – HC Château-d’Oex 10:0